# Эстрейхер, Кароль (старший)

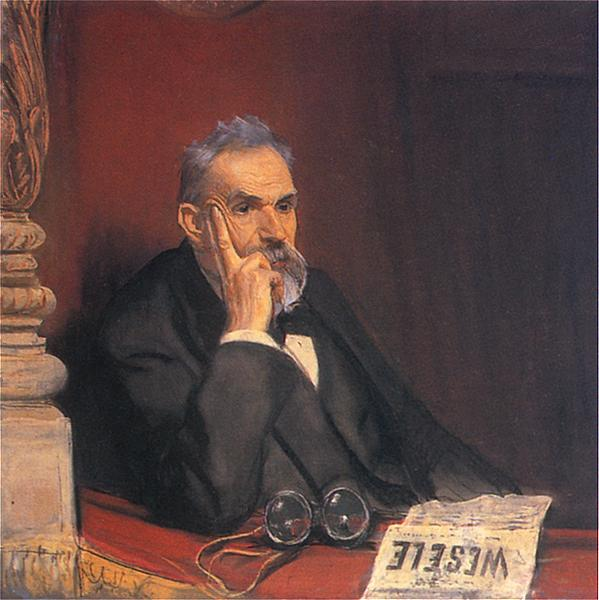
Кароль Эстрейхер в 1905 г., музей Ягеллонского университета в Кракове (картина работы Вычулковского Л. Я.)

Кароль Эстрейхер (старший) (пол. Karol Józef Teofil Estreicher, псевдоним Крупский пол. Krupski J.; 22 ноября 1827, Краков — 30 сентября 1908, Краков) — историк польской литературы и театра, литературный критик, библиограф
, директор библиотеки Ягеллонского университета, доктор философских наук, рыцарь Австрийской империи, надворный советник Российской империи, назван «отцом польской библиографии», публиковал свои труды под псевдонимом Крупский.

## Биография
- 22 ноября 1827 г. — родился в Вольном городе Кракове. Его семья известная в польской науке и культуре. Его отец Алоизий Рафаэль Эстрейхер (пол. Alojzy Rafał Estreicher), профессор ботаники и директор ботанического сада Ягеллонского университета (его мать — Антонина Розберская). Доминик Эстрейхер — его дед был художником, который приехал в Краков из Австрии и был учителем рисования, преподавателем Ягеллонского университета, он был также энтомологом. Научные традиции продолжали сыновья Карла Иосифа — Станислав (профессор истории права в Ягеллонском университете) и Тадеуш (профессор неорганической химии в Ягеллонском университете и Университете Фрибуре Швейцарии); внук, также Кароль, преподавал историю искусств в Ягеллонском университете, внучка писательница Кристина Гжыбовская (жена профессора права Константина Гжыбовского) является автором книг в основном для молодёжи. Шурином Кароля Иосифа был экономист Джулиан Дунаевский из Кракова.
- До 1843 г. — учился в средней школе в Кракове,
- В 1843-1845 гг. — изучал филологию в Ягеллонском университете.
- В 1845-1848 гг. — изучал юридические науки в Ягеллонском университете.
- В 1848-1855 гг. — после окончания обучения работал в судебной системе Галиции (Украина), был стажером (магистр права) в суде по гражданским и уголовным делам в г. Кракове.
- В 1855-1862 гг. — был адъюнктом в суде г. Львова, нотариусом в суде в г. Войнич (в 1862 г.).
- С 1861 г. — действительный член Научного общества в Кракове.
- В 1862 г. — переехал в Варшаву, где назначен заместителем директора библиотеки Главной школы.
- В 1867 г. — защитился для получения учёной степени доктора наук. Его научная работа — пол. Guenter Zainer i Świętopełk Fiol.
- В 1865—1868 гг. — он руководил кафедрой библиографии в Варшавской Главной школе. После возвращения в Краков в 1868 г. стал директором библиотеки Ягеллонского университета, занимал эту должность до 1905 г.. Был одним из сопредседателей Академии знаний и её действительным членом с 1872 г., для Академии находил финансовые средства (фонд Верещинского, стипендия Шклярского), обеспечивал товарами г. Щавнице.
- В 1872-1878 гг. — был секретарём Отдела I в этой Польской Академии знаний.
- В 1877—1890 гг. — был директором Отдела I Польской Академии знаний.
- В 1873—1888 гг. — был председателем библиографической Комиссии этой Академии.
- С 1889 г. — почётный член Общества друзей наук в Познани. Полностью обработал библиографию польских гравюр, опубликованных в Польше и за рубежом (охватывающую период 1470-1889 гг.). Издал польскую библиографию в 22 томах (в 1872—1908 гг.). Которую продолжил его сын Станислав и его внук Кароль (до 34 тома в 1951 г.). Подготовил библиографию литературы и периодических изданий Галиции (Украина) за 1849—1859 гг. — «Иллюстрированный еженедельник» (пол. Tygodnik Ilustrowany), за 1841—1890 гг. — «Варшавская библиотека» (Biblioteka Warszawska). Первым ввёл в библиографию понятие «пароль» — как выражение планировщика описания в алфавитном порядке, описания учёта адреса издательства, библиографического формата, объёма дела, актуального владельца и тематической ссылки (предметный указатель). Упорядочил собрания хранилища Ягеллонской библиотеки, троекратно увеличил коллекцию книг, реконструировал здание библиотеки, упорядочил собрания на научные группы (22 группы в коллекции польской и 34 на иностранных языках). Обогатил отдел старопечатных публикаций, развил новые разделы — журналы, графика, музыка и листовки. Ввёл новую форму инвентаризации в библиографии.
Исследовал творчество Александра Фредро, разработал перечень трудов и переводов Юзефа Игнацыя Крашевского. Обработал биографии польских поэтов, библиографов и библиотекарей (например, Адама Мицкевича, Томаса Каетана Венгерского (пол. Tomasz Kajetan Węgierski), своего тестя и книготорговца Амброзия Грабовского). Занимался исследованием истории польского театра.
- С 1878 г. — входил в состав суда театральных состязаний. Сотрудничал с 1847 г. с журналом «Время» (пол. Czas) и «Литературным журналом» (пол. Dziennik Literacki) в г. Львове с 1853 г.. Георг Шнайдер назвал его «самым выдающимся библиографом в мире».
Среди академических и социальных контактов к нему был близок из научного сообщества Кракова Юзеф Кремер (пол. Józef Kremer), а также чешские и немецкие учёные. Его интерес к библиографии формировался под влиянием Августа Беловского (пол. August Bielowski) и Карла Шайнохи, что положило начало труду над дополнением польской библиографии (пол. Bibliografia polska) за 1800—1882 гг., составленной Михаилом Вишневским, Феликсом Бентковским (пол. Feliks Bentkowski) и Адамом Бенедиктом Йохером.
- В 1881 г. — он был посвящён в рыцари II-й степени (титул нем. Ritter) именованный с предикатом «фон Розберский», который происходит от девичьей фамилии его матери, был награждён Орденом Железной короны III степени Австрийской империи
- В 1889 г. — получил медаль за работу в польской библиографии о XVI, XVII, XVIII и XIX веках.
- В 1905 г. — ему предоставлено достоинство надворного советника Российской империи. В политике он был склонен к компромиссам Александра Велёпольского, был противником Польского восстания 1863 г..

### Личная жизнь
- Его сын Станислав Эстрейхер (*26.11.1869 Краков — †28.12.1939 концлагерь Заксенхаузен) — историк права, публицист, библиограф, профессор Ягеллонского университета (в 1902 г.), потом его декан и ректор. Помогал отцу на протяжении 20 лет в составлении «Польской библиографии», на основе его и собственных материалов составил 11 томов продолжения 3-й части (т. 23-33, почти до конца алфавита); последний том был подписан к печати 25.8.1939 г..
- Его внук, сын Станислава Эстрейхера — Кароль Эстрейхер младший (*4.3.1906 Краков) — профессор истории искусств, директор музея Ягеллонского университета, библиограф. Продолжил 3-ю часть «Польской библиографии», составив т. 34 (вып. 1, 1951 г.); подготовил и 2-е издание 1-й части, которое выходило в Кракове с 1959 г.[7].

## Научные работы
Он опубликовал более 700 работ. Кроме научных работ, он оставил много стихов и переводов, около 30 комедий и драм (на французском, немецком, итальянском и испанском языках).

### На польском языке
- O widowiskach w Krakowie z roku 1852 (1853)
- Adam Mickiewicz. Rys biograficzny, г. Вена, 1863 r.
- Katalog księgarski druków polskich lub ściągających się do rzeczy polskich a pisanych w obcych językach (1863)
- Księgarstwo (1864, w tomie XIV Encyklopedii Powszechnej Samuela Orgelbranda)
- O bibliografii (1865)
- Gwara złoczyńców (1867)
- Günther Zainer i Świętopełk Fiol. Rozprawa napisana w celu uzyskania stopnia doktora filozofii przez Karola Estreichera (1867)
- Repertoar sceny polskiej od roku 1750 do 1871 (заглавия 3800 пьес, 1871 г.)
- Spis abecadłowy do dzieła A. Jochera (1873)
- Teatra w Polsce (1873—1879, 3 tomy)
- Systematyczny spis przedmiotów w Bibliotece warszawskiej (1875)
- Zestawienie przedmiotów i autorów w 32 tomach «Tygodnika Ilustrowanego», z lat 1859—1875 (1877)
- Tomasz Kajetan Węgierski (1755—1787) (2-е изд., Лейпциг, 1883 r.)
- Teatr w Stanisławowie (1892)
- Drużyny teatralne1899
- Teatr krakowski (1898)
- Szwargot więzienny (1903)
- Szopka krakowska (1904)
- Винцентий Поль, изд. г. Львов, 1882 г.
- о польской периодической печати (1400 польских изданий, 1879 г.), описание ягеллоновской библиотеки (1882) и др.